# Katholische Theresienschule Berlin-Weißensee
Die Theresienschule ist ein freies römisch-katholisches Gymnasium in Trägerschaft des Erzbistums Berlin.

## Geschichte
Die Theresienschule wurde 1894 auf eine Initiative von Vätern der Herz-Jesu-Kirche Berlin-Prenzlauer Berg, Schönhauser Allee 182, hin als Mädchengymnasium gegründet. 1897/1898 erhielt sie beim Neubau der Kirche durch den Architekten Christoph Hehl ein eigenes Gebäude.
1941 wurde die Schule von den Nationalsozialisten geschlossen und 1945 durch die Schulschwestern Unserer Lieben Frau wieder eröffnet, die aus dem Kloster Mülhausen bei Düsseldorf gekommen waren. Ein Beschluss der Alliierten Kommandantur aus dem Frühjahr 1946 sicherte den Fortbestand der Theresienschule, die die Bestätigung als genehmigte konfessionelle Privatschule ein halbes Jahr später vom Magistrat erhielt. Die Schule konnte nur unter schwierigsten Bedingungen in Ost-Berlin bis zur politischen Wende 1989/1990 als die einzige katholische Oberschule in der DDR überleben, zuletzt als vierklassige Erweiterte Oberschule. Sie war wegen des in der DDR geltenden staatlichen Bildungsmonopols mehrere Male von der Schließung bedroht. In den 1970er Jahren wurden zeitweise nur etwas mehr als 10 Schülerinnen pro Jahrgang zugelassen.
Seit 1982 war das Bistum Berlin Träger der Schule.
Für die Zulassung zur Theresienschule war wie bei allen weiterführenden Schulen in der DDR eine Delegierung erforderlich, zusätzlich musste ein Antrag beim Magistrat von Berlin gestellt werden. Unterrichtet wurde nach dem Lehrplan der DDR, auch die Fächer Einführung in die sozialistische Produktion und Staatsbürgerkunde standen auf dem Lehrplan. Allerdings war der Unterricht in der Praxis breiter angelegt als in den staatlichen Schulen, insbesondere in Geschichte und Literatur. Im Unterschied zu den staatlichen Schulen stand auch Religion auf dem Lehrplan, erschien aber nicht auf den Zeugnissen.
Seit der Wende entwickelte sich die Schule zu einem voll ausgebauten koedukativen Gymnasium. Die stetig zunehmende Zahl der Schüler machte im Februar 1991 einen Umzug nach Berlin-Weißensee, Behaimstraße 29 (neben der St. Josef-Kirche) nötig. Seit Beginn des Schuljahrs 1991/1992 nimmt die Schule auch Jungen auf. Seit 1998/1999 besteht der grundständige Gymnasialzug, der in Klasse 5 beginnt. Die Schule wird sowohl von katholischen und evangelischen als auch konfessionslosen Schülern besucht. Die Schule hat heute ca. 700 Schüler. Im Jahr 2012 wurde die neue Sporthalle der Schule eingeweiht.

## Organisation
Die Schülervertretung (SV) vertritt die Interessen der Schüler gegenüber der Schulleitung und in den innerschulischen Gremien.
Seit 1992 unterstützt ein Förderverein die Erziehungs- und Bildungsarbeit der Schule.